# F-duct

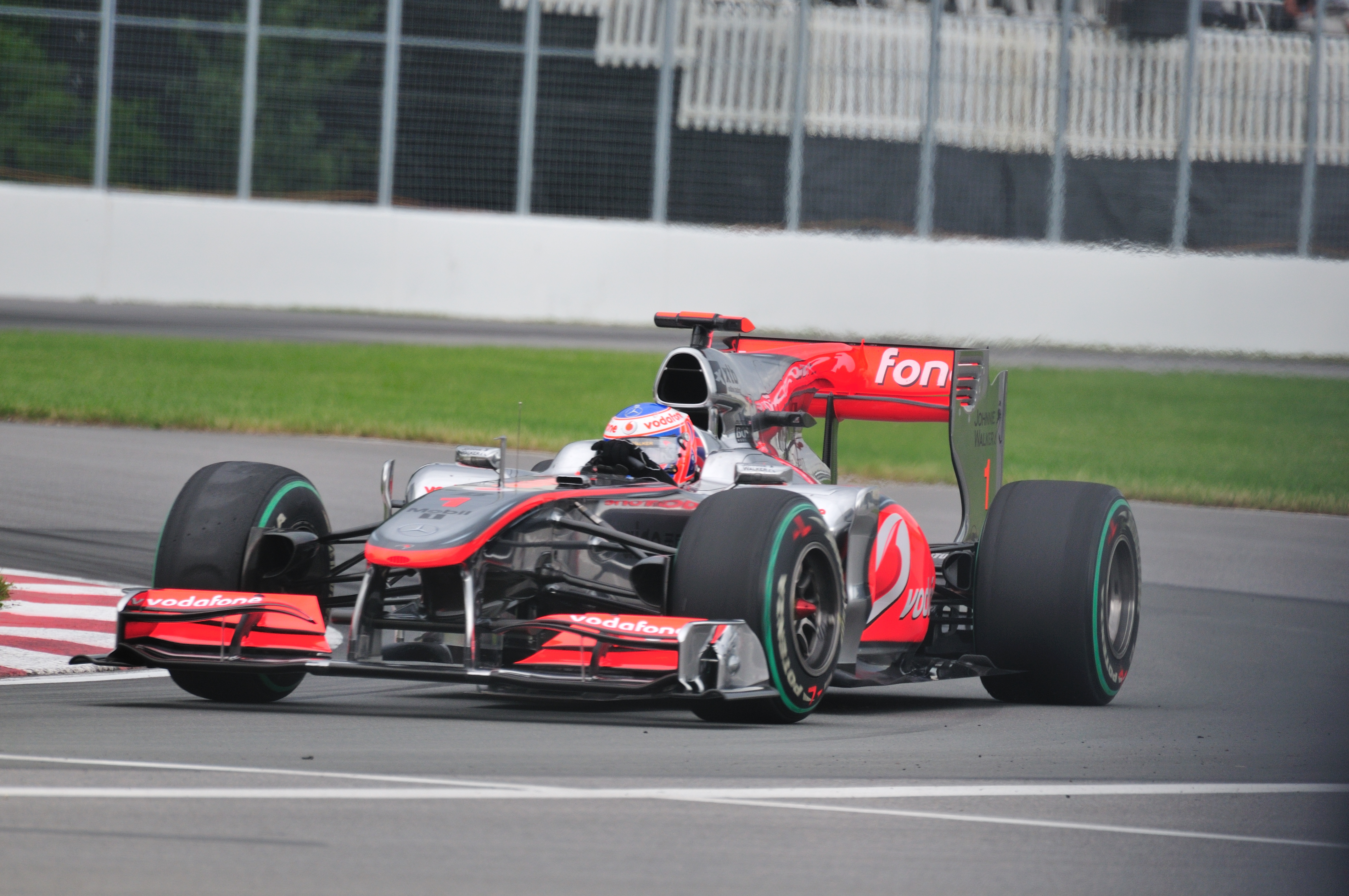
Jenson Button al Gran Premio del Canada 2010 con la MP4-25

L'F-duct era un particolare sistema aerodinamico introdotto da McLaren per la stagione 2010 di Formula 1 voluto a ridurre la resistenza all'avanzamento. Esso permetteva di alterare i flussi che arrivavano all'ala posteriore, tramite un tubo posto a cavallo tra abitacolo e muso, che sarebbe servito a soffiare aria verso il fondo della vettura; ma questo sistema possedeva tante altre deviazioni che reindirizzavano verso l'abitacolo, nel quale un pilota azionava un'apposita levetta per attivare alcuni condotti che causavano lo stallo dell'ala posteriore, con un conseguente aumento della velocità massima in rettilineo.

## Storia
L'idea venne in mente agli ingegneri Paddy Lowe e Tim Goss, due dei numerosi progettisti della McLaren MP4-25, per ovviare alle deludenti prestazioni del modello precedente, oltre che a migliorare le velocità in rettilineo, a seguito dei cambi di regolamento a partire dalla stagione 2009, tra le più importanti l'aggiunta del KERS. Il nome in codice del progetto in questione era "McLaren Rear Wing 80", e venne rinominato dalla stampa "F-Duct" perché posto a fianco della "F" del main sponsor Vodafone. L'ingegno venne scoperto nei test prestagionali al Montmeló, e venne contestato da Red Bull Racing al primo gran premio stagionale, in Bahrein e, successivamente, da alcuni piloti come Fernando Alonso poiché sfruttava un'area grigia del Regolamento, e per alcune ovvie ragioni di sicurezza e di costi. Tuttavia, questo sistema non violava il Regolamento Tecnico FIA, in quanto il punto 3.15 vieta l'utilizzo di flap mobili azionabili dal pilota, e l'F-Duct mandava in stallo l'ala posteriore senza però variare l'assetto o le distanze di quest'ultima. Nel complesso, l'azione dell'F-Duct nel rettilineo portava ad un aumento della velocità massima sino a 10km/h.
L'idea venne presto proposta da altre scuderie, come Ferrari o Renault, però senza riuscire ad ottenere lo stesso risultato della casa automobilistica di Woking, e questo per il semplice motivo che l'RW80 era inserito nei progetti interni della McLaren, perciò i team rivali non furono in grado di copiarlo del tutto.

## Abolizione e nascita del DRS
L'F-Duct venne definitivamente abolito e bandito al termine del campionato mondiale di Formula 1 2010 per fare spazio al rivoluzionario Drag Reduction System a partire dalla stagione seguente. Ad oggi, quest'ultimo è ancora in uso.